# Estrela compacta

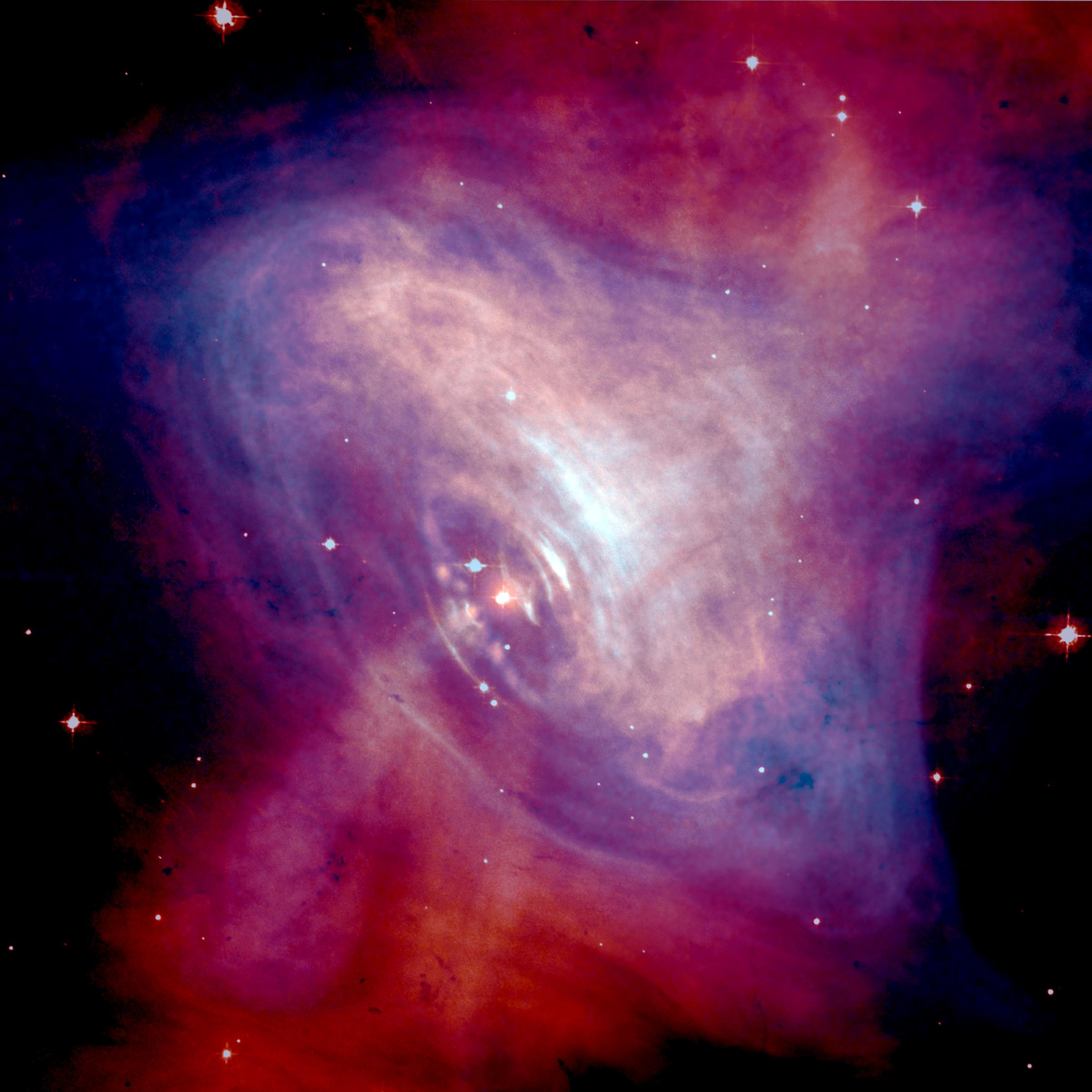
A Nebulosa do Caranguejo é uma supernova restante que contém a Pulsar do Caranguejo uma estrela de nêutron.

Em astronomia, uma estrela compacta (algumas vezes chamada de objeto compacto) é uma  estrela que é uma anã branca, uma estrela de nêutron, uma estrela exótica, ou um buraco negro. "Estrela compacta" é geralmente utilizado quando a natureza exata de uma estrela é desconhecida, mas evidências sugerem que ela é muita massiva e possui um pequeno raio, o que leva a uma das possibilidades supracitadas.

## Estrelas compactas como o ponto final da evolução estelar
Estrelas compactas formam o ponto final da evolução estelar. A estrela brilha e então perde energia. A perda de energia pela superfície radiante é compensada pela produção pela energia (pela fusão nuclear) no interior da estrela. Quando uma estrela gasta toda sua energia (morte estelar), a pressão do gás do interior quente não consegue suportar mais o peso e a estrela colapsa a um estado mais denso: uma estrela compacta. Isso é análogo a diferença entre os gases e sólidos.  Sobre a superfície dura alguém poderia pousar com um foguete, se esperasse o tempo suficiente para o resfriamento e de o foguete suportasse a enorme força gravitacional (particularmente a de maré). Note que o tempo de resfriamento típico são muito maiores que a idade presente do universo.

## Estrelas compactas duram para sempre
A estrutura das estrelas compactas são independentes da temperatura. Elas poderiam simplesmente permanecer lá para sempre, brilhando e esfriando (por isso a terminologia  "ponto final da evolução estelar"). A pressão é alimentada por outros meios, que (contanto que o átomo de hidrogênio permaneça estável) não se altera com o tempo.
Posteriormente, dado tempo suficiente (onde entramos no então chamado era degenerada do universo), todas estrelas pararão de brilhar e evoluirão para estrelas compactas.
Alguns cientistas definem uma classe mais ampla de objetos compactos como estrelas mais objetos sólidos menores tais como planetas, asteroides, e cometas. Estes objetos compactos são os únicos objetos no universo que podem existir em baixas temperaturas. Há uma variedade notável de estrelas e outras aglomerações da matéria, mas toda a matéria no universo tem que terminar eventualmente em uma das cinco classes de objetos compactos.

## Experimento mental na construção de objetos compactos
Suponha que nós façamos um experimento mental e construíssemos um objeto frio pela adição de massa e ignorássemos a pressão térmica. Como isso suportaria a força gravitacional? Realizando isso, nós encontramos os cinco possíveis objetos: planeta (e semelhantes), anã branca, estrela de nêutron, estrela exótica e buraco negro.

## Planetas
Sob baixa densidade (planetas e semelhantes) os objetos se mantêm-se coesos devido as forças eletromagnéticas (ligações químicas entre os átomos e repulsão entre elétrons), que permitem objetos duros como pedras. Os objetos são tão duros que eles podem lidar facilmente com a gravidade aumentada devido a adição de sua massa. Então, adicionando mais massa (fria) implicaria em objetos maiores (raio aumenta com massa). Isto corresponderia ao nosso pensamento intuitivo.
Em um dado momento, um ponto é alcançado onde toda a matéria é íonizada, os elétrons são arrancados dos núcleos e permaneceriam livres. Nenhuma ligação química poderia unir o objeto. Este ponto seria alcançado no centro do planeta Júpiter. Quando mais adicionarmos massa a Júpiter e o aumento de pressão fosse menor que o aumento de gravidade, então o raio do planeta diminuiria com o aumento da massa e, portanto, o objeto encolheria.